# Askalabos
Askalabos (stgr. Ἀσκάλαβος) – postać z mitologii greckiej.

## Życiorys
Jego postać pojawia się w micie o Demeter przemierzającej ziemię w poszukiwaniu porwanej przez Hadesa swojej córki Persefony. Pewnego razu, przechodząc przez Attykę, spragniona bogini wstąpiła do domostwa kobiety imieniem Misme. Ta dała jej wody, a Demeter wypiła ją tak łapczywie, że rozśmieszyło to małego synka gospodyni, Askalabosa. Oburzona tą drwiną bogini zamieniła chłopca w jaszczurkę.